# حجاجي
أصل الكلمة: هو القفيز اتخذه الحجاج ابن يوسف على صاع عمر بن الخطاب وهو مكيال إسلامي يستعمل في الوزن والكيل اثاء العصور الإسلامية.
الحجاجي يساوي صاعا حسب راي أهل العراق وصاع وثلاث اخماس الصاع حسب رأي أهل الحجاز.

## المصدر
عن كتاب حقيقة الدينار والدرهم والصاع والمد لأبي العباس أحمد العزفي السبتي